# جون ميلس (لاعب اتحاد الرغبي)
جون ميلس (بالإنجليزية: John Mills)‏ هو لاعب اتحاد الرغبي نيوزيلندي، ولد في 23 فبراير 1960 في أوكلاند في نيوزيلندا.